# Reynaldo Vera González-Quevedo
Reynaldo Vera González-Quevedo (Unión de Reyes, Cuba, 7 de enero de 1961) es un Gran Maestro Internacional de ajedrez cubano.

## Palmarés y participaciones destacadas
Fue dos veces ganador del Campeonato de Cuba de ajedrez, en 1997 y 2001. En 1997 empatado con el gran maestro Amador Rodríguez Céspedes.
Fue ganador del campeonato de Cuba juvenil en 1976, celebrado en Güines.
Participó representando a Cuba en diez Olimpíadas de ajedrez en 1980, 1984, 1986, 1988, 1990, 1994, 1996, 1998, 2000 y 2002, alcanzando en 1998, en Elistá la medalla de oro individual al tercer tablero.
En 1991 batió el récord nacional de partidas simultáneas, al enfrentarse en Matanzas a 130 oponentes.